# Spaans groen

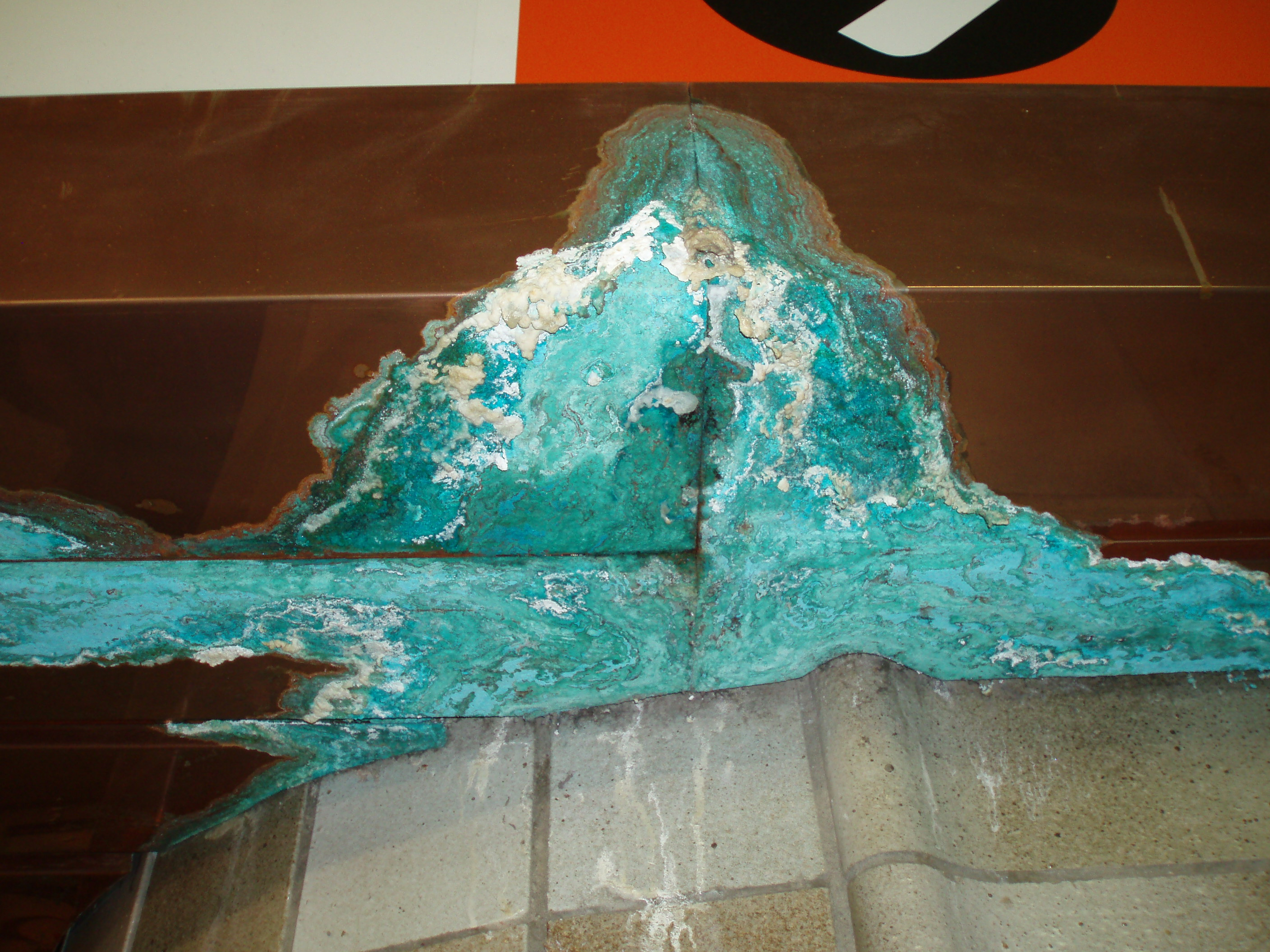
Spaans groen

Spaans groen, groenspaan of verdigris is een groen pigment, gebaseerd op een complex van koper(II)acetaat, koper(II)oxiden en koper(II)carbonaat.
De naam verdigris, die gebruikelijk is in het Engels, is een verbastering van het middeleeuws Frans vertegrez ("vert-de-Grèce" ofwel "Grieks groen"). De moderne Franse spelling van dit woord is vert-de-gris ("groen of grijs").
In het Duits heet het Grünspan, in het Italiaans verderame.
Groenspaan is een fel blauwgroen pigment. Het is glacerend. Het is in beginsel lichtecht. Groenspaan is licht giftig.
Groenspaan werd reeds door de Romeinen vervaardigd onder de naam aerugo, door koperen platen in aardewerken potten te plaatsen, waarin zich op de bodem een laag wijnazijn bevond. Ten gevolge van een reactie met de zuren ontstond een groen pigment, vergelijkbaar met patina. Het pigment werd regelmatig van de platen afgeschraapt. Plinius de Oudere vermeldt een methode waarbij koperen platen werden blootgesteld aan de dampen van rottende druiventrossen. Afhankelijk van de bereidingswijze werd de kleur meer groenig of blauwig.
Van de Oudheid tot in de negentiende eeuw was groenspaan het meest gebruikte groene pigment. Het enige alternatief met een goede verzadigde groene kleur was malachiet dat echter zeer veel duurder was. Groenspaan heeft echter altijd een slechte reputatie gehad. Toegepast in dekverf voor het verluchten van handschriften tastte de agressieve koperverbinding het perkament aan. Van de vijftiende eeuw af werd het veel gebruikt in olieverf. Ook daar werd de toepassing als problematisch ervaren. Schildershandboeken uit de vroegmoderne tijd beklagen zich steeds over een snelle verkleuring tot als lelijk ervaren dofbruine tinten. Het onnatuurlijk bruine gebladerte in veel schilderijen uit die periode zou te wijten zijn aan groenspaan. Om het pigment te vermijden werd wel loodtingeel met azuriet gemengd wat een redelijk verzadigd, dekkend en lichtecht groen opleverde.
Het vreemde is dat bij moderne experimenten die verkleuring niet optreedt. Een mogelijke verklaring is dat in plaats van groenspaan een afgeleide groene kleurlak, het door het koken van groenspaan in hars verkregen koperresinaat, voor glacerende lagen gebruikt werd. Daarvan is wél vastgesteld dat het snel bruin verkleurt. Toch voldoet die verklaring niet geheel want echt koperresinaat blijkt nauwelijks in de schilderkunst te zijn toegepast. Een mogelijke oplossing voor deze moeilijkheid is dat niet het pigment zelf verkleurde maar door de inwerking daarvan het omvattende bindmiddel van lijnolie of hars.
Een belangrijke poging het pigment te verbeteren vond in 1814 plaats door de toevoeging van arsenicum aan de reactie wat het stabielere maar zwaar giftige Schweinfurtergroen opleverde. Na 1838 werden beide pigmenten snel verdrongen door het fraaie en veilige vert émeraude (viridiaan).